# Alvo (Nebraska)
Alvo je selo u američkoj saveznoj državi Nebraska. Prema popisu stanovništva iz 2010. u njemu je živjelo 132 stanovnika.